# Portrait de l'empereur Maximilien Ier
Le Portrait de l'empereur Maximilien Ier (en allemand : Kaiser Maximilian I) est une peinture à l'huile réalisée par Albrecht Dürer en 1519.

## Description

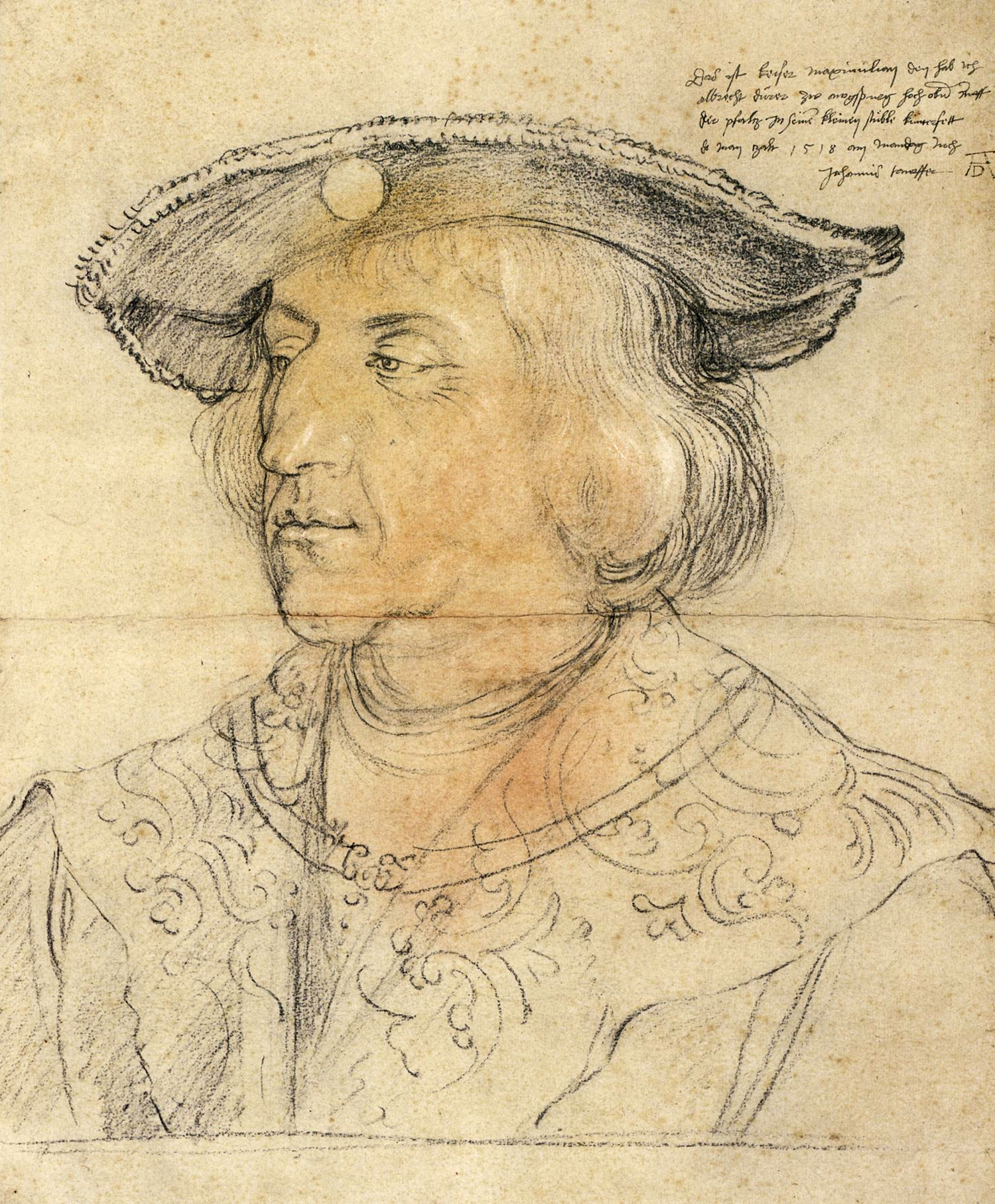
Le dessin préparatoire, au musée Albertina de Vienne

Ce portrait a été peint après la mort de l'empereur Maximilien Ier de Habsbourg, à partir d'un dessin préparatoire que Dürer avait réalisé au crayon pendant une séance de la Diète d'Augsburg le 18 juin 1518.
Dans la part supérieure se trouve le blason des Habsbourg avec la couronne impériale et la chaîne de l'ordre de la Toison d'Or, accompagnés d'une inscription énumérant les titres, dignités et dates importantes de la vie de Maximilien.
« POTENTISSIMVS. MAXIMVS. ET. INVICTISSIMVS. CAESAR. MAXIMILIANVS/ QVI. CVNCTOS. SVI. TEMPORIS. REGES. ET. PRINCIPES. IVSTICIA. PRVDENCIA/ MAGNANIMITATE. LIBERALITATE PRAECIPVE. VERO. BELLICA. LAVDE. ET/ ANIMI. FORTITVDINE. SVPERAVIT. NATVS. EST. ANNO. SALVTIS. HVMANAE./ M.CCCC. LIX. DIE. MARCII. IX. VIXIT. ANNOS. LIX. MENSES. IX. DIES. XXV/ DECESSIT. VERO. ANNO. M.D.XIX. MENSIS. IANVARII. DIE. XII. QVEM. DEVS/ OPT. MAX. IN. NVMERVM. VIVENCIVM. REFERRE. VELIT »
Ses dimensions sont de 74 cm × 62 cm et il est exposé au Musée d'histoire de l'art de Vienne, en Autriche.